# Гарани
Гарани (на македонска литературна норма: Гарани; на албански: Garani) е село в Северна Македония, община Кичево.

## География
Селото е разположено в областта Горно Кичево в западните склонове на Челоица.

## Етимология
Йордан Заимов смята, че името Гарани се е появило от Горани под албанско влияние с преход на о в а.

## История
Според „Кичево в миналото си и сега“ Гарани е заселено от арнаути, дошли от Полога в XVIII век.
В XIX век Гарани е село в Кичевска каза на Османската империя. В „Етнография на вилаетите Адрианопол, Монастир и Салоника“, издадена в Константинопол в 1878 година и отразяваща статистиката на населението от 1873 година Барни (Barni) е посочено като село с 80 домакинства с 200 жители мюсюлмани. Според статистиката на Васил Кънчов („Македония. Етнография и статистика“) към 1900 година в Гарани живеят 400 арнаути мохамедани.
На Етнографската карта на Битолския вилает на Картографския институт в София от 1901 година Гарани е чисто албанско село в Кичевската каза на Битолския санджак с 50 къщи.
След Междусъюзническата война в 1913 година селото попада в Сърбия.
На етническата си карта на Северозападна Македония в 1929 година Афанасий Селишчев отбелязва Гарани като албанско село.
Според преброяването от 2002 година селото има 542 жители.
| Националност | Всичко |
| македонци    | 1      |
| албанци      | 541    |
| турци        | 0      |
| роми         | 0      |
| власи        | 0      |
| сърби        | 0      |
| бошняци      | 0      |
| други        | 0      |

От 1996 до 2013 година селото е част от Община Осломей.